# DCTPP1
DCTPP1 (англ. DCTP pyrophosphatase 1) – білок, який кодується однойменним геном, розташованим у людей на короткому плечі 16-ї хромосоми. Довжина поліпептидного ланцюга білка становить 170 амінокислот, а молекулярна маса — 18 681.
| 10         |  | 20         |  | 30         |  | 40         |  | 50         |
| ---------- |  | ---------- |  | ---------- |  | ---------- |  | ---------- |
| MSVAGGEIRG |  | DTGGEDTAAP |  | GRFSFSPEPT |  | LEDIRRLHAE |  | FAAERDWEQF |
| HQPRNLLLAL |  | VGEVGELAEL |  | FQWKTDGEPG |  | PQGWSPRERA |  | ALQEELSDVL |
| IYLVALAARC |  | RVDLPLAVLS |  | KMDINRRRYP |  | AHLARSSSRK |  | YTELPHGAIS |
| EDQAVGPADI |  | PCDSTGQTST |  |            |  |            |  |            |

A: Аланін

C: Цистеїн

D: Аспарагінова кислота

E: Глутамінова кислота

F: Фенілаланін

G: Гліцин

H: Гістидин

I: Ізолейцин

K: Лізин

L: Лейцин

M: Метіонін

N: Аспарагін

P: Пролін

Q: Глутамін

R: Аргінін

S: Серин

T: Треонін

V: Валін

W: Триптофан

Кодований геном білок за функціями належить до гідролаз, фосфопротеїнів. 
Задіяний у такому біологічному процесі, як ацетилювання. 
Білок має сайт для зв'язування з нуклеотидами, іонами металів, іоном магнію. 
Локалізований у цитоплазмі, ядрі, мітохондрії.